# Ingå
Ingå (/ˈiŋo/) in Swedish, hay Inkoo (/ˈiŋkoː/) ở tiếng Phần Lan, là một đô thị của Phần Lan.
Đô thị này tọa lạc tại tỉnh Nam Phần Lan trong vùng Uusimaa. Đô thị này có dân số 5.152 (ngày 31 tháng 12 năm 2004)với diện tích là 357,49 km² trong đó có 9,68 km² là diện tích mặt nước. Mật độ dân số là 14,8 người trên mỗi km².
Đô thị này sử dụng hai ngôn ngữ, với đa số nói tiếng Thụy Điển Phần Lan và thiểu số nói tiếng Phần Lan.

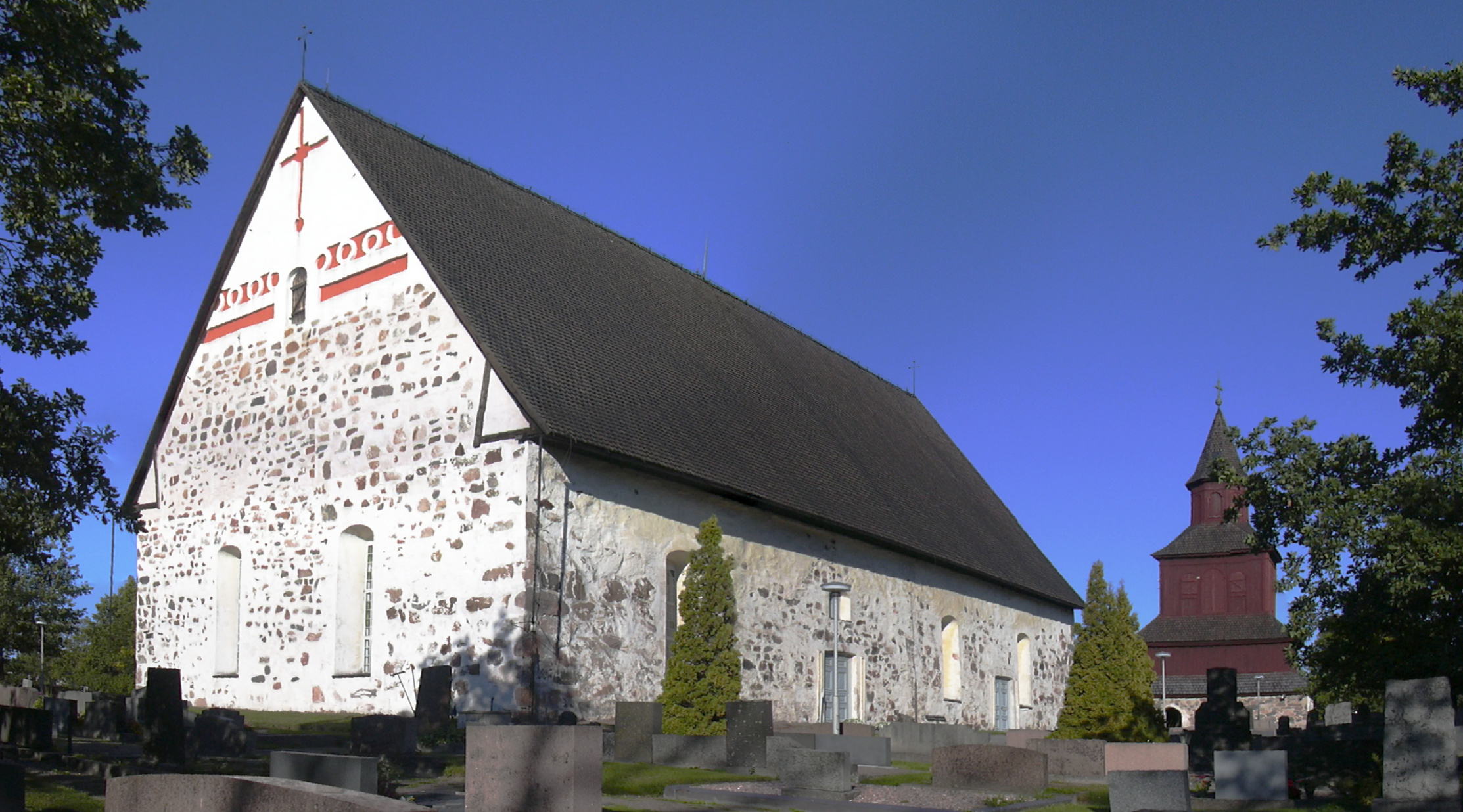
Nhà thờ ở Ingå